# Autostrada A63 (Franța)
Autostrada A63, sau A63, este o autostradă franceză care leagă Bordeaux de Spania, unde este prelungită de autostrada spaniolă AP-8.

## Descriere și istoric
Autostrada este alcătuită din trei secțiuni:
- Secțiunea de nord-est, administrată de DIR Atlantique, este o autostradă gratuită care leagă Bordeaux (acces prin ieșirea 15 a centurii) de Salles.
- Secțiunea centrală, care traversează departamentul Landes, a fost concesionată în ianuarie 2011 companiei Atlandes pentru a fi amenajată ca autostradă cu 2 × 3 benzi pe o distanță de 104 kilometri[1]. Această fostă șosea rapidă a dobândit statutul de autostradă odată cu punerea în funcțiune a sistemului de taxare rutieră pe 25 aprilie 2013. Lucrările de amenajare s-au încheiat pe 22 noiembrie 2013.
- Secțiunea de sud, concesionată companiei Autoroutes du Sud de la France, leagă Saint-Geours-de-Maremne (Landes) de Biriatou, la granița franco-spaniolă.

Cele două secțiuni concesionate utilizează un sistem de taxare deschis, ceea ce înseamnă că nu este necesară ridicarea unui bilet, iar plata se efectuează direct la fiecare barieră de taxare. În total, există cinci bariere de taxare de trecut pentru traseul complet de la Bordeaux până în Spania.
Cu ocazia inaugurării oficiale a tronsonului nord, pe 10 aprilie 2014, autostrada a fost redenumită „autoroute des Landes”.
Anterior, secțiunea centrală dintre Belin-Béliet și Saint-Geours-de-Maremne era o șosea rapidă cu 2 × 2 benzi, parte a drumului național RN 10. În plus, scurta secțiune Salles - Belin-Béliet era o autostradă neconcesionată cu 2 × 2 benzi.
Autostrada A63 este un ax major de comunicație către Țara Bascilor. Face parte din Ruta Estuarelor.
A63 este inclusă în rețeaua ASF din zona de vest și este frecventată de numeroase camioane din întreaga Europă, care deservesc Peninsula Iberică.
Pe de altă parte, autostrada A63 este conectată, la nivelul nodului rutier Mousserolles (Bayonne), cu autostrada A64, care duce spre est, către Pau, Tarbes și Toulouse.
Secțiunea de vest este conectată la A660, care deservește partea de est a Bazinului Arcachon.
Două posturi de radio pentru autostrăzi emit pe A63, pe frecvența 107,7 MHz:
- Radio Vinci Autoroutes pe tronsonul administrat de ASF.
- Radio Atlandes Autoroute pe tronsonul concesionat companiei Atlandes.

Secțiunea de sud a autostrăzii A63 a fost concesionată societății Autoroute de la Côte Basque (ACOBA) în 1984.
Prima secțiune deschisă a fost centura est a orașului Saint-Jean-de-Luz, inaugurată în 1972.
Ulterior, ACOBA a fost integrată în compania Autoroutes du Sud de la France (ASF).

## Traseu
| De la frontiera spaniolă până la A64; secțiune cu taxare în sistem deschis, concesionată companiei ASF. | |         |
| | Granița dintre Spania și Franța. |         |
| E05 E70 E80                                                                                             | |         |
| A63 E05 E70 E80                                                                                         | |         |
| 1 - Biriatou                                                                                            | Orașe deservite: Hendaye, Biriatou. | RD811   |
| | Punctul de taxare Biriatou. |         |
| | Zonă de odihnă: Urrugne (sens Espagne > Bordeaux). |         |
| 2 - Saint-Jean-de-Luz sud                                                                               | Orașe deservite: Saint-Jean-de-Luz, Hendaye, Col d'Ibardin, Ciboure, Urrugne.                                                                                  | RD810   |
| | Pod peste Nivelle. |         |
| | Limitare la 110 km/h (sens Nord-Sud, vehicule ușoare). |         |
| | Limitare la 90 km/h (sens Nord-Sud, vehicule grele). |         |
| 3 - Saint-Jean-de-Luz nord                                                                              | Orașe deservite: Saint-Jean-de-Luz, Bidart, Guéthary, Saint-Pée-sur-Nivelle, Ascain.                                                                           | RD810   |
| | Tunelul Guéthary. |         |
| | Zonă de servicii: Bidart (în ambele sensuri). |         |
| | Punctul de taxare La Négresse. |         |
| 4 - Biarritz                                                                                            | Orașe deservite: Biarritz, Aeroportul Biarritz – Anglet – Bayonne, Bidart, Saint-Pée-sur-Nivelle.                                                              | RD810   |
| 5 - Bayonne sud                                                                                         | Orașe deservite: Bayonne-centru, Bayonne-Rive Gauche, Anglet, Saint-Jean-Pied-de-Port, Cambo-les-Bains.                                                        | RN263   |
| | Viaductul Nive. |         |
| | Viaductul Barthes. |         |
| | Tunelul Saint-Pierre-d'Irube. |         |
| Intersecție                                                                                             | Nod rutier între A64 și A63: Toulouse, Pau, Bayonne-Mousserolles, Saint-Pierre-d'Irube, Hasparren, Mouguerre, Zonă logistică destinată transportului de marfă. | A64 E80 |
| De la A64 până la ieșirea 6; secțiune gratuită, concesionată companiei ASF.                             | |         |
| A63 E05 E70                                                                                             | |         |
| | Podul Hubert Touya. |         |
| 6 - Bayonne nord                                                                                        | Orașe deservite: Pau, Bayonne-centru, Orthez, Peyrehorade, Saint-Martin-de-Seignanx, Bayonne-Saint-Esprit.                                                     | RD817   |
| De la ieșirea 6 până la ieșirea 9; secțiune cu taxare în sistem deschis, concesionată companiei ASF.    | |         |
| | Trecerea din departamentul Pyrénées-Atlantiques în departamentul Landes.                                                                                       |         |
| 7 - Ondres                                                                                              | Orașe deservite: Pau, Labenne, Boucau, Tarnos, Saint-Martin-de-Seignanx, Ondres, Portul Bayonne.                                                               |         |
| | Zonă de servicii: Labenne (în ambele sensuri). |         |
| | Punctul de taxare Bénesse-Maremne. |         |
| 8 - Capbreton                                                                                           | Orașe deservite: Saint-Vincent-de-Tyrosse, Labenne, Soorts-Hossegor, Capbreton.                                                                                |         |
| | Zonă de odihnă: Saubion (în ambele sensuri). |         |
| 9 - Saint-Geours-de-Maremne                                                                             | Orașe deservite: Mont-de-Marsan, Dax. | RD824   |
| De la ieșirea 9 până la ieșirea 11; secțiune gratuită, concesionată companiei ATLANDES.                 | |         |
| 10 - Soustons                                                                                           | Orașe deservite: Bayonne, Peyrehorade, Saint-Vincent-de-Tyrosse, Seignosse, Vieux-Boucau-les-Bains, Soustons, Saint-Geours-de-Maremne.                         | RD810   |
| 11 - Magescq                                                                                            | Orașe deservite: Moliets-et-Maa, Vieux-Boucau-les-Bains, Léon, Magescq.                                                                                        |         |
| De la ieșirea 11 până la ieșirea 12; secțiune cu taxare, concesionată companiei ATLANDES.               | |         |
| | Limitare la 130 km/h (în ambele sensuri). |         |
| | Zonă de odihnă: Magescq (în ambele sensuri). |         |
| | Punctul de taxare Castets. |         |
| 12 - Castets                                                                                            | Orașe deservite: Dax, Vielle-Saint-Girons, Moliets-et-Maa, Léon, Castets.                                                                                      |         |
| De la ieșirea 12 până la ieșirea 17; secțiune gratuită, concesionată companiei ATLANDES.                | |         |
| | Zonă de servicii: Aire de l'Océan (în ambele sensuri). |         |
| 13 - Le Souquet                                                                                         | Orașe deservite: Tartas, Lit-et-Mixe, Lesperon. |         |
| 14 - Laharie                                                                                            | Orașe deservite: Morcenx, Mimizan, Saint-Julien-en-Born-Contis, Onesse-Laharie.                                                                                |         |
| | Zonă de odihnă: Onesse-et-Laharie (în ambele sensuri). |         |
| 15 - Cap-de-Pin                                                                                         | Orașe deservite: Escource, Sabres, Écomusée de Marquèze. |         |
| 16 - Labouheyre                                                                                         | Orașe deservite: Mimizan, Labouheyre. |         |
| | Limitare la 130 km/h (în ambele sensuri). |         |
| | Zonă de odihnă: Labouheyre (în ambele sensuri). |         |
| 17 - Liposthey                                                                                          | Orașe deservite: Biscarrosse, Parentis-en-Born, Liposthey. |         |
| De la ieșirea 17 până la ieșirea 18; secțiune cu taxare, concesionată companiei ATLANDES.               | |         |
| | Zonă de servicii: Porte des Landes (sens Bordeaux > Spania).                                                                                                   |         |
| | Limitare la 130 km/h (în ambele sensuri). |         |
| | Punctul de taxare Saugnacq-et-Muret. |         |
| 18 - Le Muret                                                                                           | Orașe deservite: Mont-de-Marsan, Saugnacq-et-Muret. | RD834   |
| De la ieșirea 17 până la ieșirea 18; secțiune cu taxare, concesionată companiei ATLANDES.               | |         |
| | Trecerea din departamentul Landes în departamentul Gironde. |         |
| 20 - Belin-Béliet                                                                                       | Orașe deservite: Bordeaux, Belin-Béliet (nod rutier parțial).                                                                                                  | RD1010  |
| | Zonă de odihnă: Lugos (în ambele sensuri). |         |
| 21 - Salles                                                                                             | Orașe deservite: Salles, Belin-Béliet, Z.I. Belin-Béliet. |         |
| De la ieșirea 21 până la A630; secțiune gratuită, neconcesionată, administrată de DIR Atlantique.       | |         |
| Intersecție                                                                                             | Nod rutier între A660 și A63: Bazinul Arcachon, Biscarrosse.                                                                                                   | A660    |
| 23 - Marcheprime                                                                                        | Orașe deservite: Lacanau, Le Barp, Marcheprime. | RD5     |
| | Zonă de odihnă: Les Gargails (în ambele sensuri). |         |
| 24 - Pierroton                                                                                          | Orașe deservite: Saint-Jean-d'Illac, Saucats. | RD211   |
| | Zonă de odihnă: Bordeaux - Cestas (în ambele sensuri). |         |
| | Radar pentru vehicule grele (tonaj/viteză) – sens Bordeaux → Spania.                                                                                           |         |
| 25 - Cestas                                                                                             | Oraș deservit: Cestas (nod rutier parțial). |         |
| 25 - Cestas                                                                                             | Oraș deservit: Cestas (nod rutier parțial). |         |
| 26b - Canéjan-Granet                                                                                    | Oraș deservit: Canéjan-Granet (nod rutier parțial). |         |
| 26/26a - Gradignan                                                                                      | Orașe deservite: Z.I. Pessac, Gradignan-Bersol, Canéjan-centru.                                                                                                |         |
| | Limitare la 90 km/h (sens Spania > Bordeaux). |         |
| Intersecție                                                                                             | Nod rutier între A630 și A63: Paris, Libourne, Bordeaux, Talence; Aeroportul Bordeaux–Mérignac, Pessac, Bordeaux-Lac.                                          | A630    |
| A63 E05 E70                                                                                             | |         |